# Тюменская линия
Тюменская линия — информационное агентство в Тюмени. Контролируется Департаментом информационной политики Тюменской области. Входит в ТОП-15 самых цитируемых областных СМИ.

## Общая информация
Распоряжением губернатора Тюменской области Л. Ю. Рокецкого от 14 октября 1998 года № 780-р было создано государственное унитарное предприятие Тюменской области «Тюменское региональное информационное агентство» (ТРИА). Первым генеральным директором ТРИА стал В. С. Горбачёв, первым проектом — газета «Тюменская правда сегодня». 
Находящееся в ведении ТРИА агентство «Тюменская линия» учреждено год спустя, 4 ноября 1999 года. У истоков информационного агентства стояли В. С. Горбачёв и В. Ю. Князев. По словам В. С. Горбачёва, первоначальная идея заключалась в том, чтобы информационное агентство существовало при «Тюменской правде сегодня», однако впоследствии проекты начали развиваться раздельно. В 2000 году портфель изданий ТРИА пополнился также молодёжным журналом «Дождь».
Сайт у «Тюменской линии» появился 5 октября 2001 года, в 2003 году к агентству присоединили газету «Наше время» (впоследствии вышла из холдинга). 25 января 2010 года управление Федеральной службы по надзору в сфере связи, информационных технологий и массовых коммуникаций по Тюменской области выдало «Тюменской линии» свидетельство о регистрации СМИ.
Сегодняшний генеральный директор ТРИА Сергей Пересторонин начинал в качестве редактора службы информации тюменских представительств радиостанций «Русское радио» и «Европа Плюс», затем был первым шеф-редактором интернет-газеты «Вслух.ру». В 2001 году Сергей прошёл стажировку в США в рамках International Visitor Program по теме интернет-СМИ. Следующим проектом Пересторонина стало интернет-издание «NewsProm.Ru». Во время президентских выборов 2012 года он вошёл в региональный Народный штаб общественной поддержки кандидата Владимира Путина.
В настоящее время ТРИА находится в подчинении Департамента информационной политики Тюменской области. В структуре «Тюменской линии» имеются совместные пресс-центры с информационными агентствами РИА «Новости» и «Интерфакс», а также собственные пресс-центры в Тюмени, Тобольске и Ишиме. Среднее число посетителей сайта превышает 3 000 в сутки.

## Главные редакторы
- Самойлик Валентин Александрович[13]
- Арсланов Рим Раисович, март 2002 — март 2008[14]
- Стрельцова Елена Валерьевна

## Достижения

### Рейтинги
- по итогам 2012 года агентство заняло 1-е место в рейтинге самых цитируемых СМИ Тюменской области, составленном компанией «Медиалогия»[15]
- 11-е место по посещаемости в общем рейтинге сайтов Тюменской области, составляемом порталом Uralweb.ru (по состоянию на 24 февраля 2013 года)[16]
- 26-е место в тюменском региональном рейтинге сайтов за период 3 месяца, составляемом сервисом интернет-статистики WebomeR (по состоянию на 24 февраля 2013 года)[17]
- 28-е место в рейтинге сайтов тюменского региона по числу посетителей, составляемом сервисом LiveInternet (по состоянию на 18 июня 2013 года)[18]

### Награды
- лауреат фестиваля «Тюменская пресса — 2005» в номинации «Информационное агентство года»[19]